# Gutspark Annenwalde

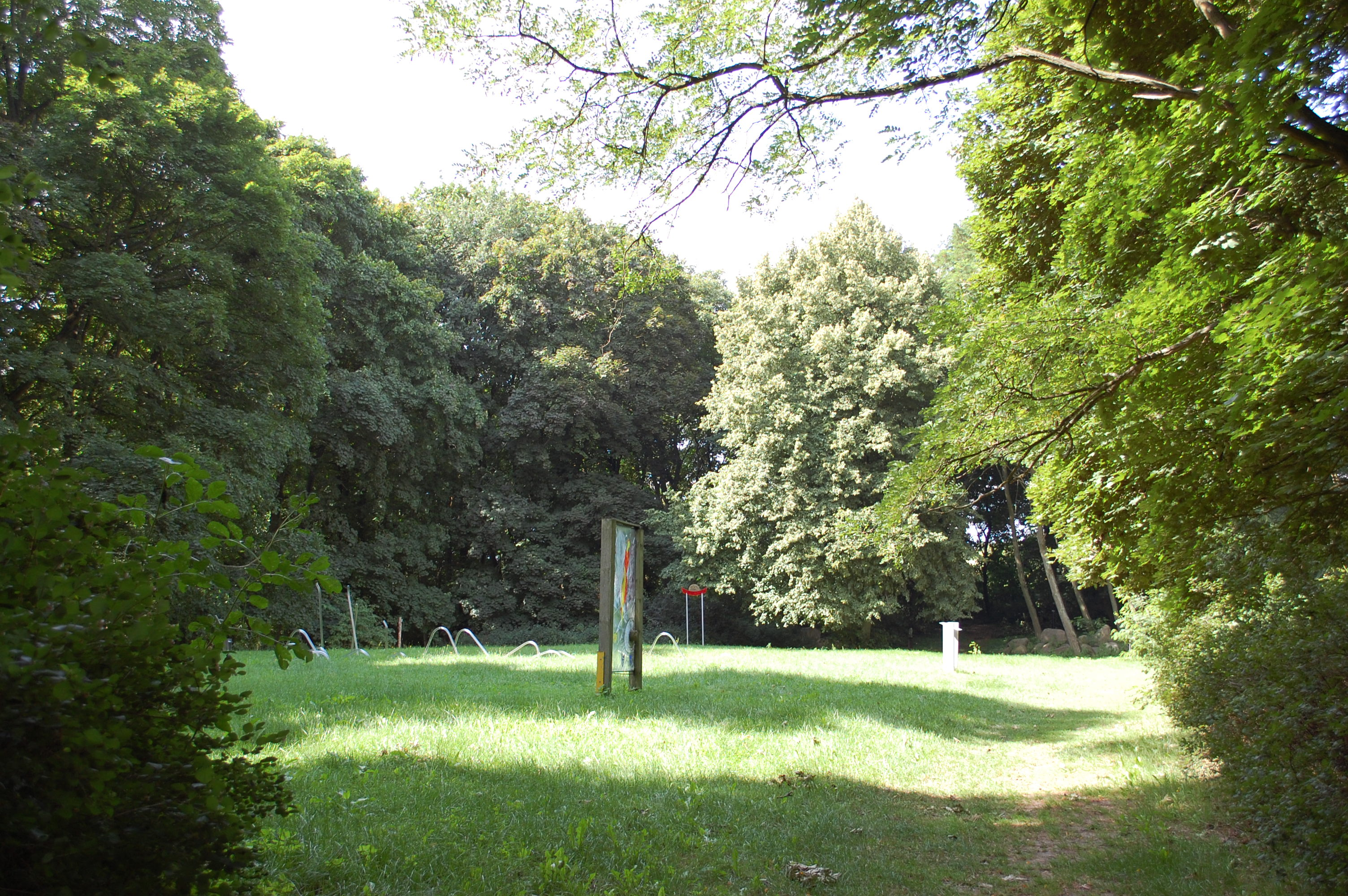
Gutspark Annenwalde

Der Gutspark Annenwalde ist eine private, aber öffentlich zugängliche Parkanlage im zur Stadt Templin gehörenden Ortsteil Annenwalde in Brandenburg.

## Lage
Der Park befindet sich südwestlich des Orts Annenwalde am Nordufer des Densowsees. Die Anlage ist geprägt durch einen alten Baumbestand und aufgestellte Kunstobjekte.

## Geschichte
Er entstand als Gutspark des Gutshauses des 1754 gegründeten Orts Annenwalde. In den 1920er Jahren ließ der Berliner Papierfabrikant Max Krause Gutspark und Gutshaus neu gestalten. In der Zeit der DDR verwilderte der Park. 
1997/1998 begann man mit der Sanierung des Parks. Der Verein Glashütte Annenwalde e.V. beseitigte Wildwuchs und Unrat. Es wurden mehrere 1000 Blumenzwiebeln gesteckt, alte Kletterrosensorten und Sträucher gepflanzt. Im Jahr 2004 wurde im Park eine Dauerausstellung mit Glaskunstobjekten des in Annenwalde ansässigen Künstlers Werner Kothe installiert. Die Brandenburgische Kulturministerin Johanna Wanka eröffnete 2004 die Ausstellung. Darüber hinaus befinden sich im Park Texte der Heimatdichterin Erna Taege-Röhnisch. In unmittelbarer Nähe des Parks befindet sich ein Weinberg.
2021 erwarben Friederike und Timo Herzberg den Gutspark und Weinberg und übernehmen seither die Gestaltung und Pflege.